# Морія (Ібаракі)

35°57′5″ пн. ш. 139°58′32″ сх. д. / 35.95139° пн. ш. 139.97556° сх. д.
Мо́рія (яп. 守谷市, もりやし, МФА: [moɾʲija ɕi̥]) — місто в Японії, в префектурі Ібаракі.

## Короткі відомості
Розташоване в південно-західній частині префектури, на низькому плато, оточеному річками Тоне, Кіну і Кокай. Виникло на основі декількох сільських поселень раннього нового часу. У 2-ї половині 20 століття перетворено на спальний район сусіднього Токіо. Отримало статус міста 2 лютого 2002 року. Основою економіки є сільське господарство і комерція. Через місто проходить Кантоська залізниця. Станом на 1 жовтня 2007 площа міста становила 35,63 км². Станом на 1 серпня 2008 населення міста становило 58 703 осіб.